# Chaj-čcheng (Kuang-si)
Chaj-čcheng (čínsky: 海城区, pchin-jinem: Hǎichéng) je sídelním městským obvodem městské prefektury Pej-chaj v autonomní oblasti Kuang-si v Čínské lidové republice. Má rozlohu 140 km² a roku 2004 zde žilo přibližně 240 000 obyvatel. Chaj-čcheng se dále dělí na 7 uličních výborů a 1 městys.